# Encephalartos horridus
Encephalartos horridus és una espècie de gimnosperma de la divisió Cycadophyta, família Zamiaceae, originària de l'est de la regió de la Ciutat del Cap (Sud-àfrica).

## Distribució i hàbitat
Encephalartos horridus és endèmic de Sud-àfrica, i la seva distribució va des de Port Elizabeth i Uitenhage a l'àrea de l'est de la Ciutat del Cap. És una àrea on normalment no hi gela gairebé mai i té una pluviositat escassa. Prefereix entorns molt calorosos. Aquesta espècie apareix en diversos hàbitats del Karoo en sòls profunds i fèrtils i a zones rocoses. Fa uns anys va ser recol·lectat intensament, i és per això que actualment és una espècie poc abundant, considerada vulnerable i amenaçada.

## Descripció
El més curiós d'aquesta palmera són les seves fulles o palmes petites, de color blau intens i de fins a 1 m de llargària, que creixen des de terra agrupant-se densament i entortolligant-se. Les fulles joves són d'un color més blau platejat, mentre que es van tornant verdes a mesura que envelleixen. Els folíols són molt rígids, sovint amb una espina a la punta d'un o diversos lòbuls. Aquestes atractives fulles creixen al voltant del con, portador dels òrgans sexuals que, en el cas d'Encephalartos, estan separats en individus masculins o portadors de cons masculins, productors d'òrgans sexuals masculins, i individus femenins.
Els insectes són molt importants per a la seva supervivència, ja que són els responsables de la pol·linització. La dispersió de les llavors la fan diversos animals, que mengen la part carnosa externa i descarten les llavors que són tòxiques.

## Galeria

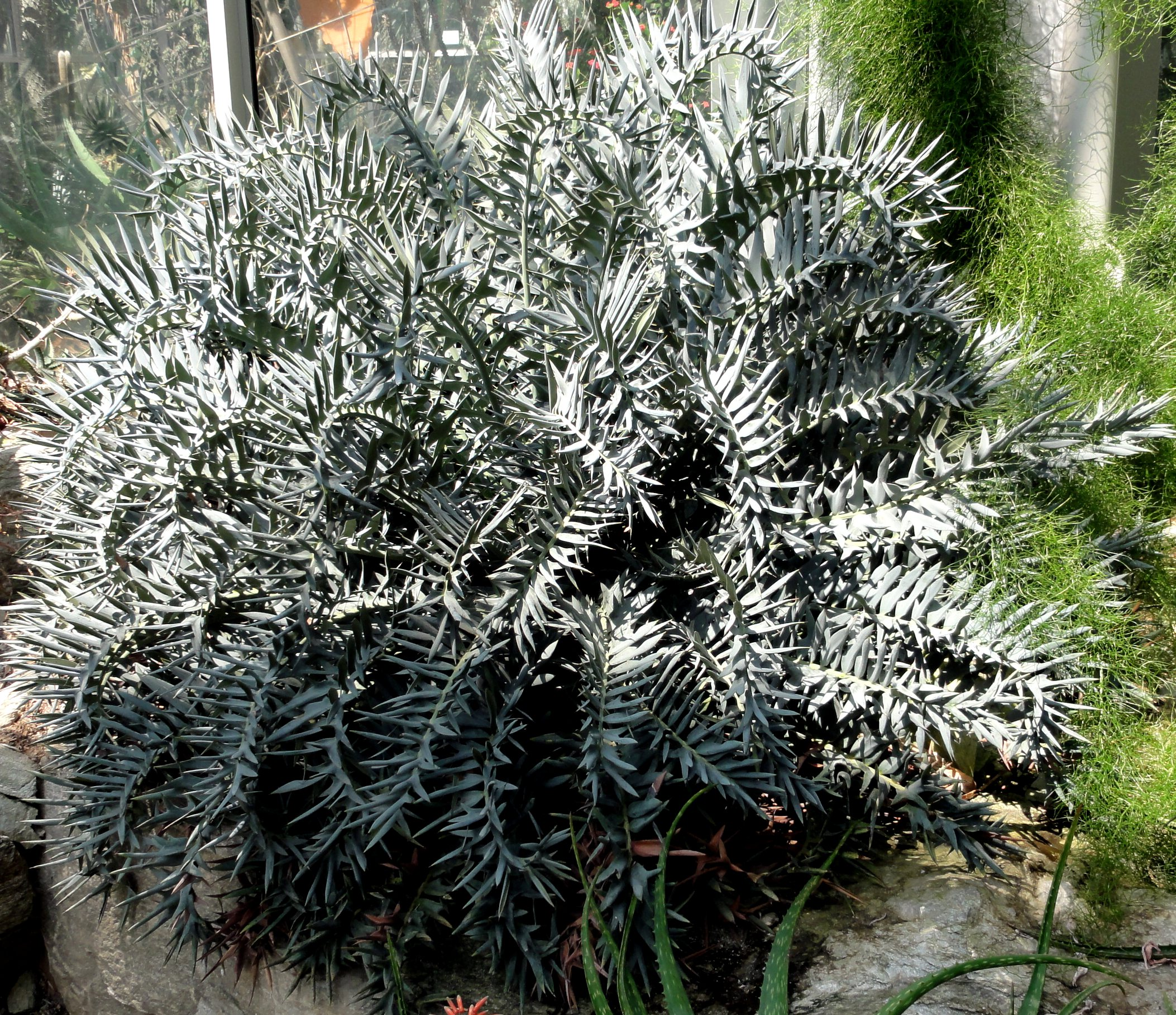
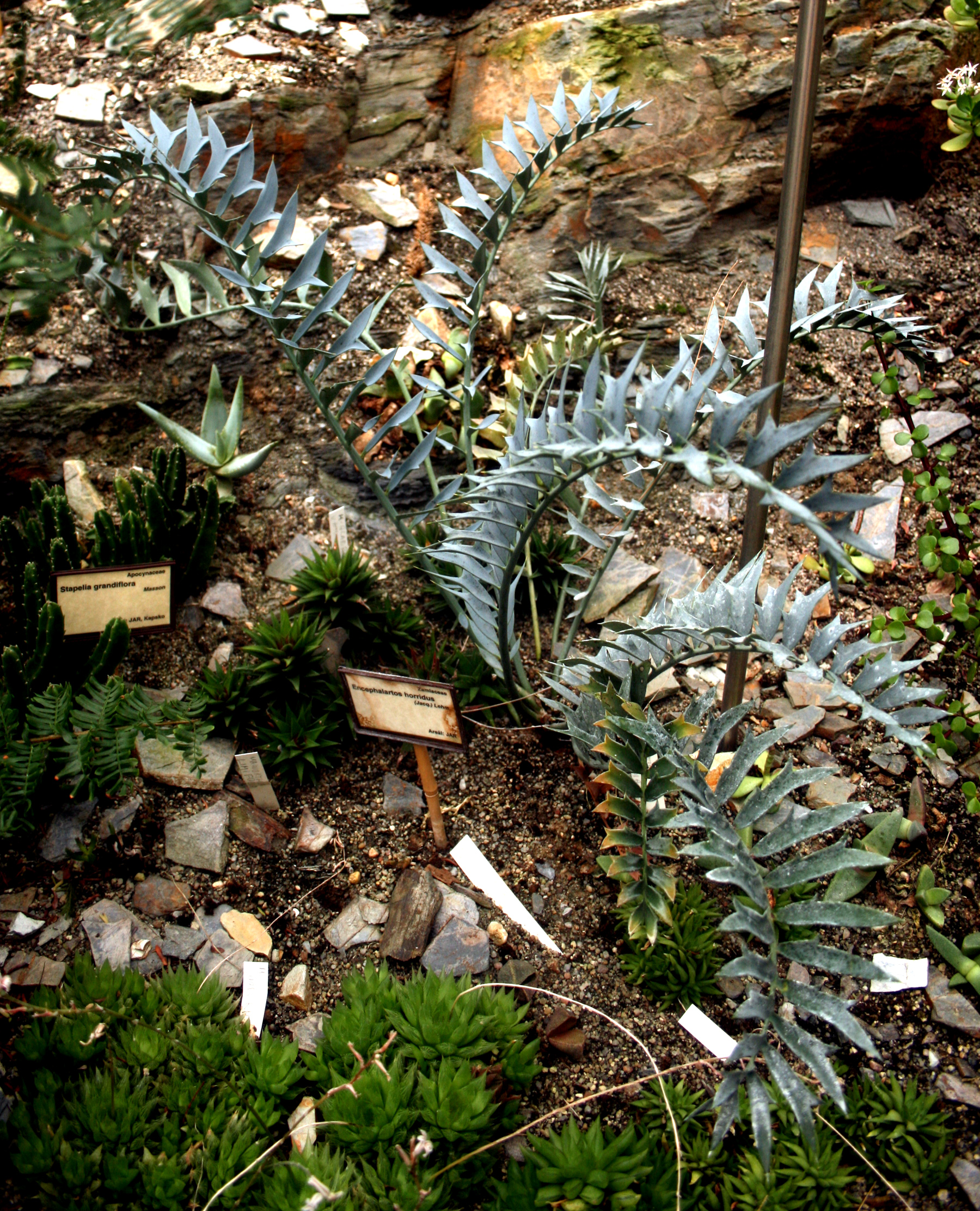
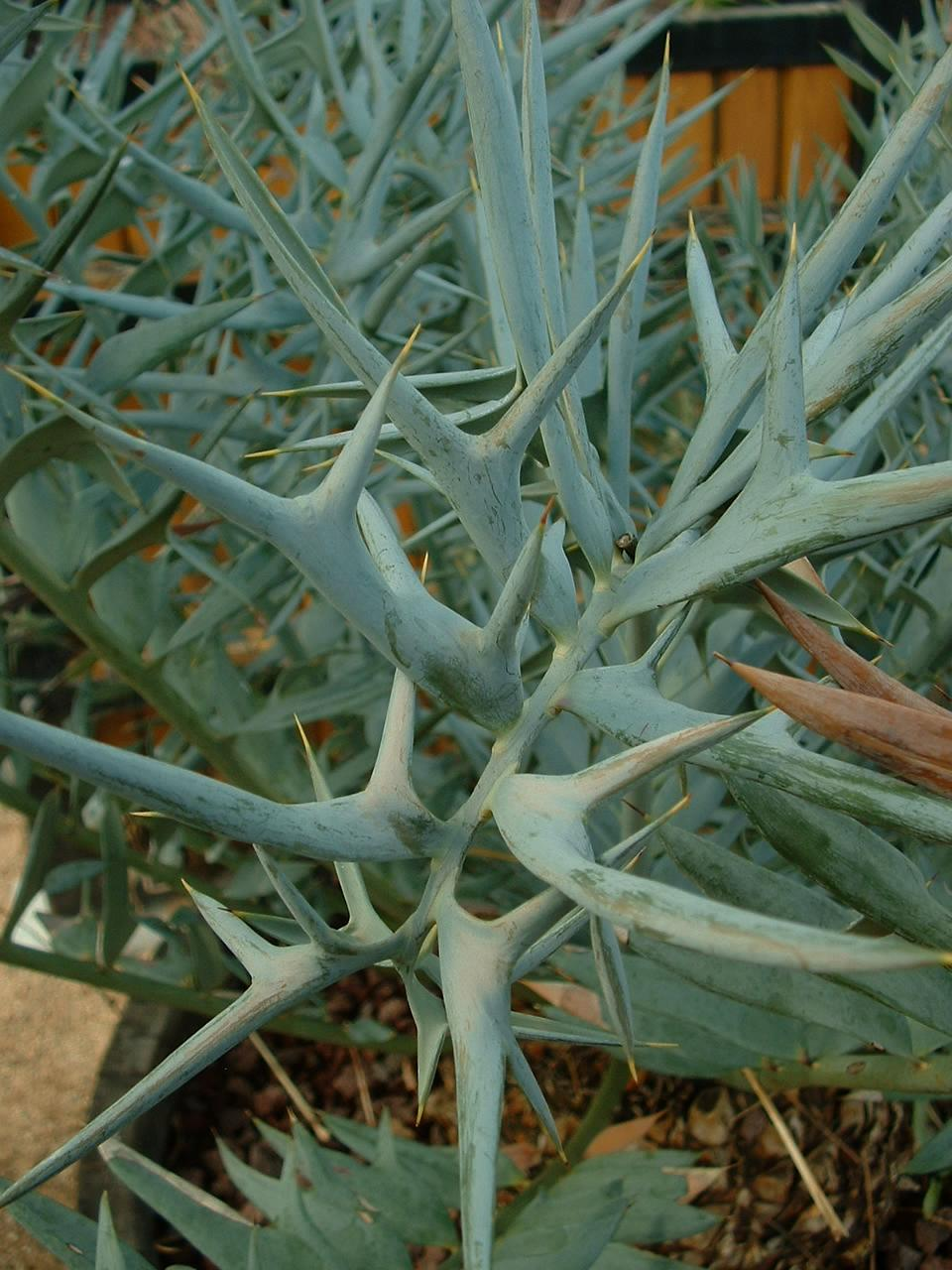
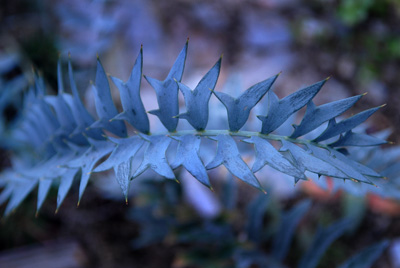
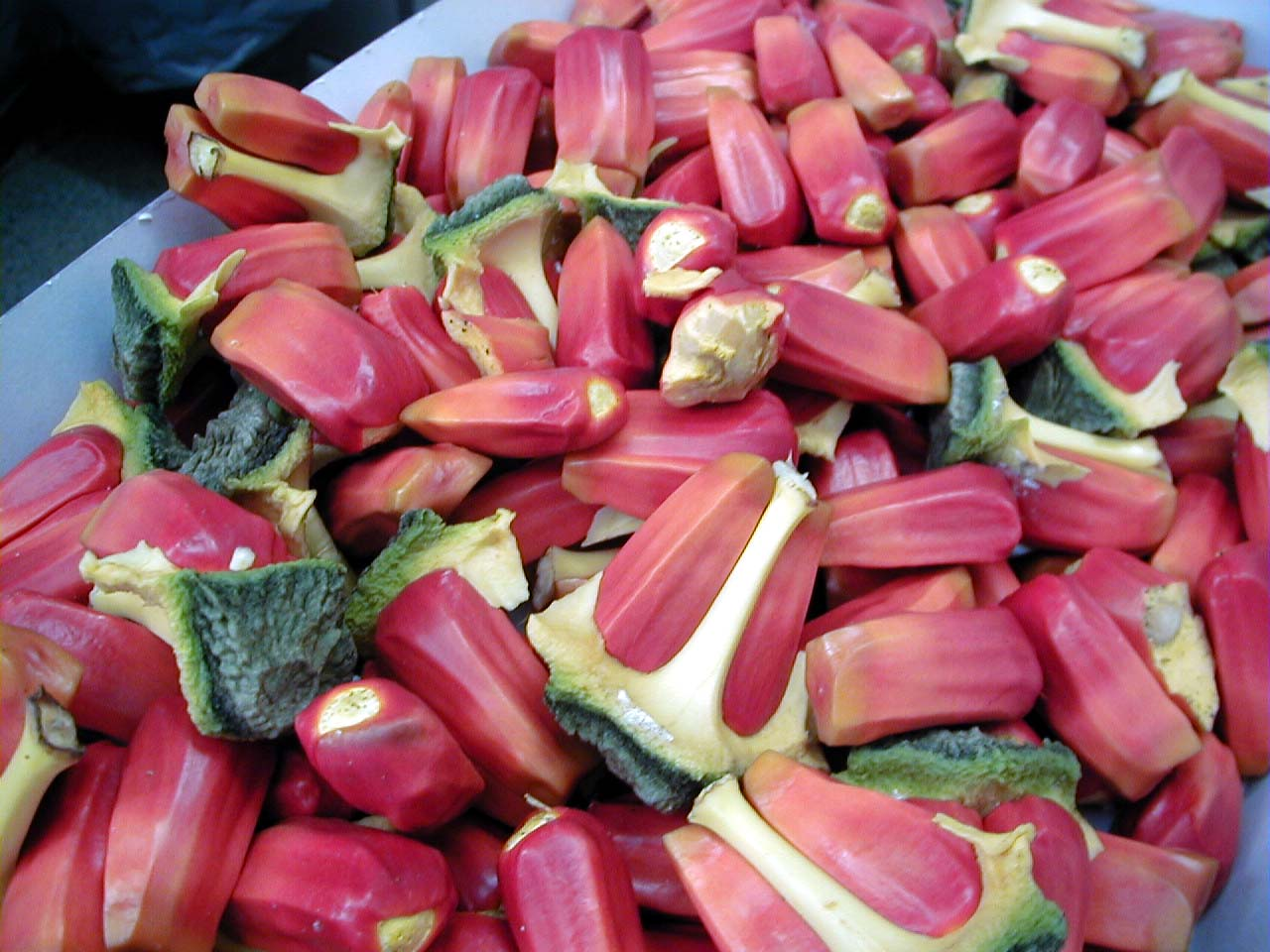
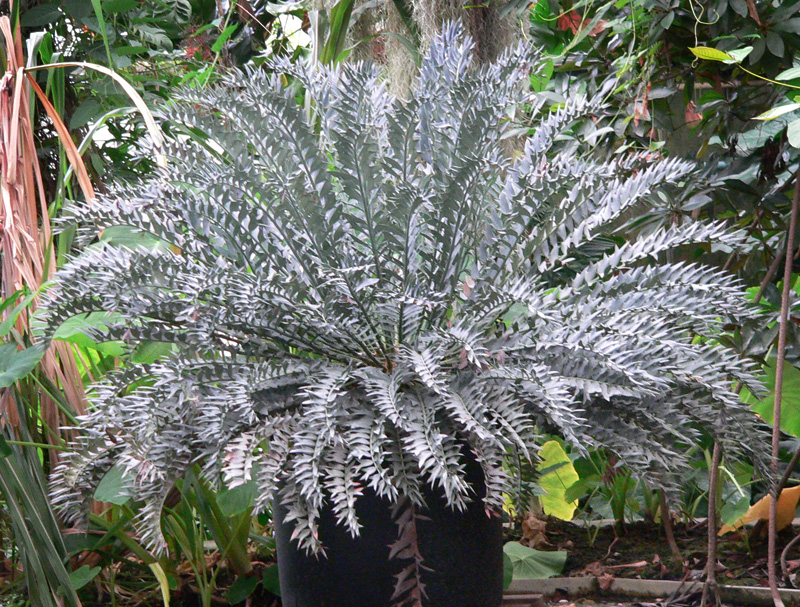